# Maestrescuela

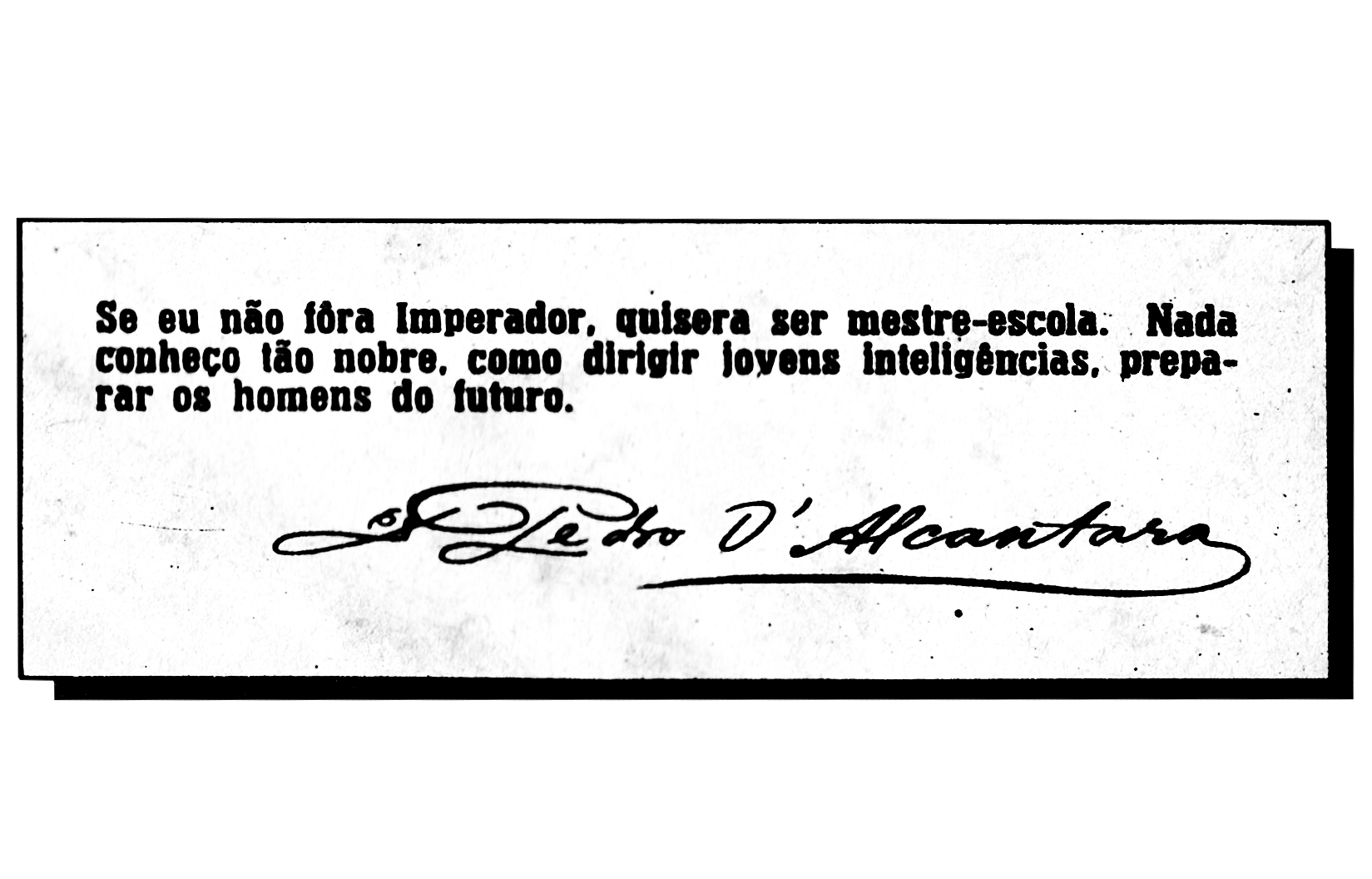
Placa con una cita de Dom Pedro II de Brasil sobre ser maestro de escuela.

Maestrescuela o maestreescuela fue una dignidad de las iglesias catedrales o colegiales, a cuyo cargo estuvo antiguamente enseñar las ciencias eclesiásticas y en España según el artículo 13 del Concordato de 1851, era la quinta silla post pontificalem de todas las iglesias, así metropolitanas como sufragáneas.
Aunque la dignidad de maestrescuela según el Concilio de Trento, sólo debía conferirse a doctores o maestros o licenciados en las Sagradas Escrituras o en derecho canónico, quedando nula o invalida la provisión que no se hiciese en esos términos, no se cumplió siempre esta disposición, proveyéndose aquella en cualquier eclesiástico.

## Historia

### Primitivos tiempos de la Iglesia
En los primitivos tiempos de la Iglesia, no se conocieron las dignidades que más tarde tuvieron en sus cabildos asiento con el objeto de atender a la administración espiritual y temporal de cada una de aquellas y de cuidar del mejor gobierno de los clérigos, que viviendo en comunidad, necesitaban quién les dirigiese en su vida doméstica y familiar.

### Creación Maestrescuela
Después de que el cristianismo dejase de ser perseguido y que se fueron fundando catedrales, se hizo necesario procurar por el buen orden de estas, la creación de cargos u oficios destinados a promover el bien y a extender los conocimientos de los clérigos, como el de maestrescuela, dignidad que se dedicó a lo siguiente:
- Primero a la enseñanza.
- Luego ejerció el derecho de jurisdicción y de inspección sobre todas las escuelas o de la iglesia o de la ciudad o de la diócesis.
- Por esta razón, fue el "cancelario" de varias universidades como la de Salamanca y la de Huesca.[2]

### Opinión del erudito Hèricourt
Hablando de esta dignidad, dejó escrito Louis de Hèricourt Du Vatier, que los canonistas de la Edad Moderna entendidos en los usos antiguos —ya se hablaba del maestrescuela, en los Concilios celebrados en Toledo y en Mérida en el año 666; y en Francia se habla de esta dignidad en el siglo viii, gozando de un rango superior a otros prebendados, teniendo a su cargo la superintendencia de las escuelas y la de instruir a los maestros de ellas—, estaban de acuerdo en que desde la época de la fundación de varias escuelas en las ciudades, en vez de la sola y única escuela episcopal que antes había, el titular del beneficio al cual estaba unida la dirección de la antigua escuela, retuvo la jurisdicción sobre los maestros que enseñaban a los niños la doctrina cristiana y los rudimentos de la religión (Obras de Louis: Les Loix ecclésiastiques..., Neufchatel, Societé Typographique, 1774; Les Loix civiles..., París, Nyon, 1777, 2 tomos; Traite de ventes des immeubles par décret:.., París, 1727, 2 volúmenes; Code ecclesiastique..., París, 1828).

Todos los canonistas modernos versados en los antiguos usos convienen en que cuando hubo diferentes escuelas establecidas en las ciudades, en lugar de la escuela episcopal, el titular del beneficio, al cual estaba unida la dirección de la antigua escuela, conservó la jurisdícción sobre los maestros que enseñaban a los niños los elementos de la religión y los primeros principios de humanidades. Se les dio en casi todas las catedrales el nombre de maestre-escuelas o de maestros de escuela, con el título y rango de dignidad: encontramos una prueba muy auténtica de ello con respecto a la Iglesia galicana en el siglo XII. En una decretal del Papa Alejandro III, que quiere que se castigue severamente y aunque los obispos de Francia priven de sus funciones a los que, teniendo el nombre y la dignidad de maestre-escuelas, exigen dinero por conceder a personas hábiles el permiso de tener escuelas.
Louis de Hèricourt Du Vatier

Observa también D'Hericourt en el mismo lugar, que la dignidad de maestre-escuelas pareció tan esencial para conservar el buen orden que en el siglo xiii muchas catedrales de Francia obtuvieron bulas de los papas para establecer maestrescuelas a los cuales se atribuyen las mismas funciones y honores que a los maestrescuelas de las iglesias donde se habían tenido desde tiempo inmemorial.

### Maestrescuela en las primeras instituciones de la América española
En el siglo xvi el maestrescuela era ya una dignidad plenamente reconocible en España y la figura se incorporó prontamente a la estructura civil en la América española.

Por cuanto vos el capitán Francisco Pizarro, vecino de Tierra-Firme, llamada Castilla del Oro,
por vos y en nombre del venerable padre don Fernando de Luque, maestreescuela y provisor dé la iglesia de Darien, sede vacante, que es en la dicha Castilla del Oro, y el capitán Diego de Almagro, vecino de la ciudad de Panamá, nos hicisteis relación que vos é los dichos vuestros compañeros (...) Yo La Reina.
Isabel de Portugal en la Capitulación de Toledo de 1529 con Francisco Pizarro